# Шинчай
Шинчай (азерб. Şin çayı, рут. Shin myri) — горная река в Шекинском районе Азербайджана. Правый приток реки Мурдарчай (притока Айричая).
Начинается на склоне Главного Кавказского хребта, течёт в юго-западном направлении через населённые пункты Шин, Баш-Лайски, Баш-Гёйнюк. Впадает в Мурдарчай западнее города Шеки.
Известна в частности тем, что через неё проходит самый протяжённый мост в Азербайджане, длина которого составляет 1300 метров. Мост соединяет сёла Шекинского и Гахского районов.
На реке нередки сильные сели. В 1920 году в результате одного из них река Шин изменила своё русло. Так же в результате этого стихийного бедствия было полностью разрушено село Агалар, которое размещалось на берегах реки.